# Fomalhaut b
Fomalhaut b (Dagon) ist ein etwa 25 Lichtjahre entferntes Objekt, das den Stern Fomalhaut im Sternbild Südlicher Fisch umkreist. Es wurde zunächst als Exoplanet angesehen, ist aber nach Ende 2024 aktuellem Forschungsstand eine Staubwolke, die aus einer kurz vor der Entdeckung stattgefundenen Kollision von Asteroiden hervorgegangen sein könnte und mittlerweile nicht mehr beobachtbar ist. 
Wäre es tatsächlich ein Exoplanet gewesen, wäre er der erste gewesen, der direkt im optisch sichtbaren Licht nachgewiesen werden konnte. (Nahezu gleichzeitig wurde allerdings um HR 8799 ein Planetensystem im infraroten Licht entdeckt.)

## Entdeckung

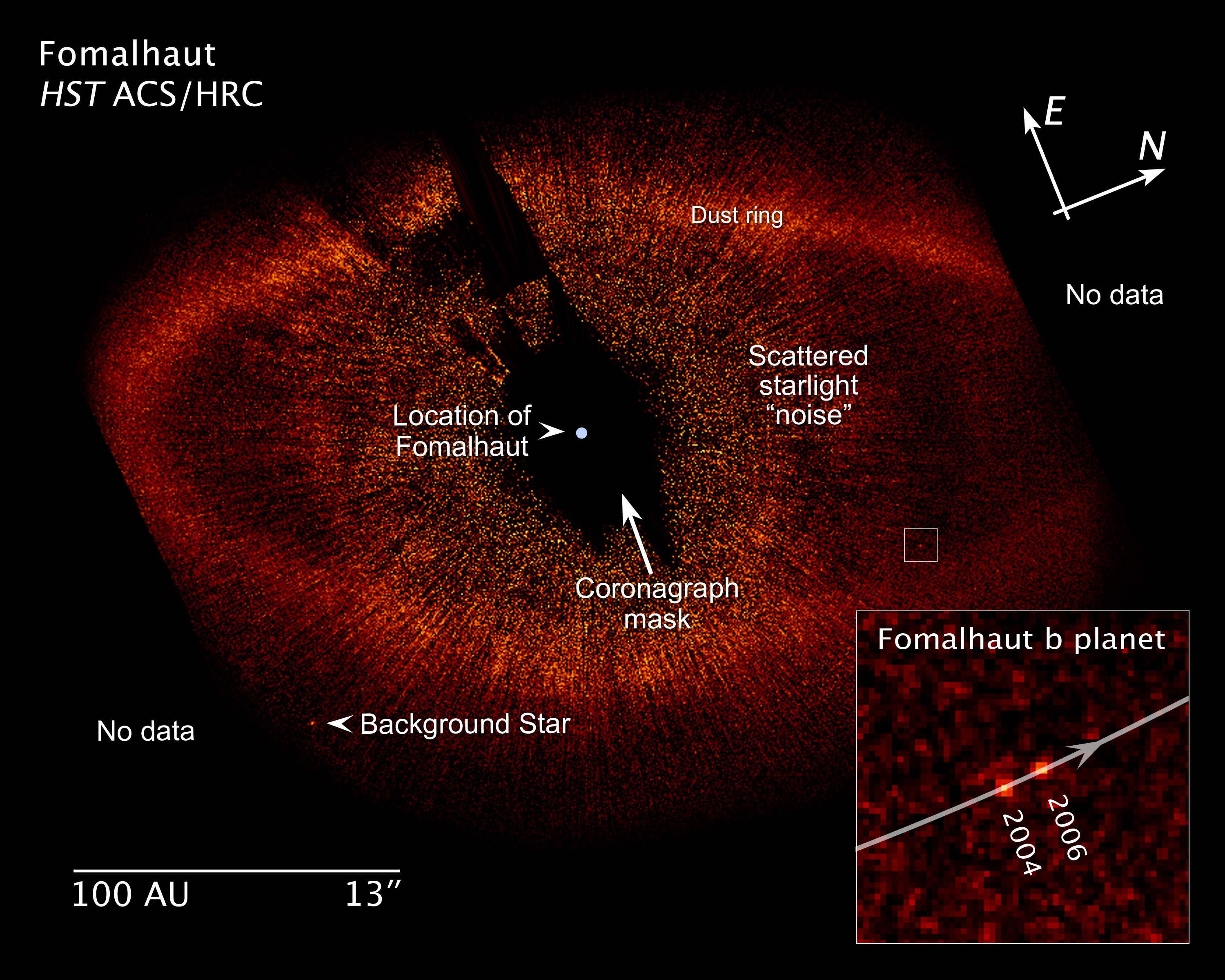
Im Bildausschnitt ist die Bewegung von Fomalhaut b binnen zwei Jahren zu sehen; das Zentralgestirn wurde hier abgedeckt, um die lichtschwachen umgebenden Objekte nicht zu überstrahlen.

Der Hauptreihenstern Fomalhaut der Spektralklasse A war, seitdem in den 1980er Jahren vom Satelliten IRAS um ihn ein ausgedehnter Staubring (ähnlich dem Kuipergürtel) entdeckt wurde, ein Ziel der Suche nach Planetensystemen. 2004 wurde durch Beobachtungen des Hubble-Weltraumteleskops festgestellt, dass diese Staubscheibe eine scharfe innere Begrenzung hat. Die Vermutung lag nahe, dass ein massereicher Planet die Staubscheibe gravitativ beeinflussen müsse. Ein weiterer Hinweis ergab sich dadurch, dass die Staubscheibe elliptisch und nicht exakt auf den Stern zentriert ist.
Seit 2001 wurde Fomalhaut von einer Arbeitsgruppe um Paul Kalas von der  University of California, Berkeley beobachtet. Wiederholte Hubble-Aufnahmen zwischen 2004 und 2006 zeigten einen Lichtpunkt innerhalb des Staubrings, der sich offenkundig auf einer Keplerschen Bahn um Fomalhaut bewegt. Die Entdeckung wurde im November 2008 veröffentlicht. Dies galt seinerzeit als der erste direkte optische Nachweis für die Existenz von Exoplaneten.
2010 wurde das System erneut vom Hubble-Teleskop fotografiert. Auf diesem Foto weicht Fomalhaut b von seiner vorherberechneten Bahn ab. Dies veranlasste Skeptiker dazu, die Identifikation des Objekts als Exoplanet mit mehrfacher Jupitermasse in Frage zu stellen. Allerdings könnten die Abweichungen auch durch die Verwendung einer anderen Kamera zu erklären sein.

## Bahneigenschaften

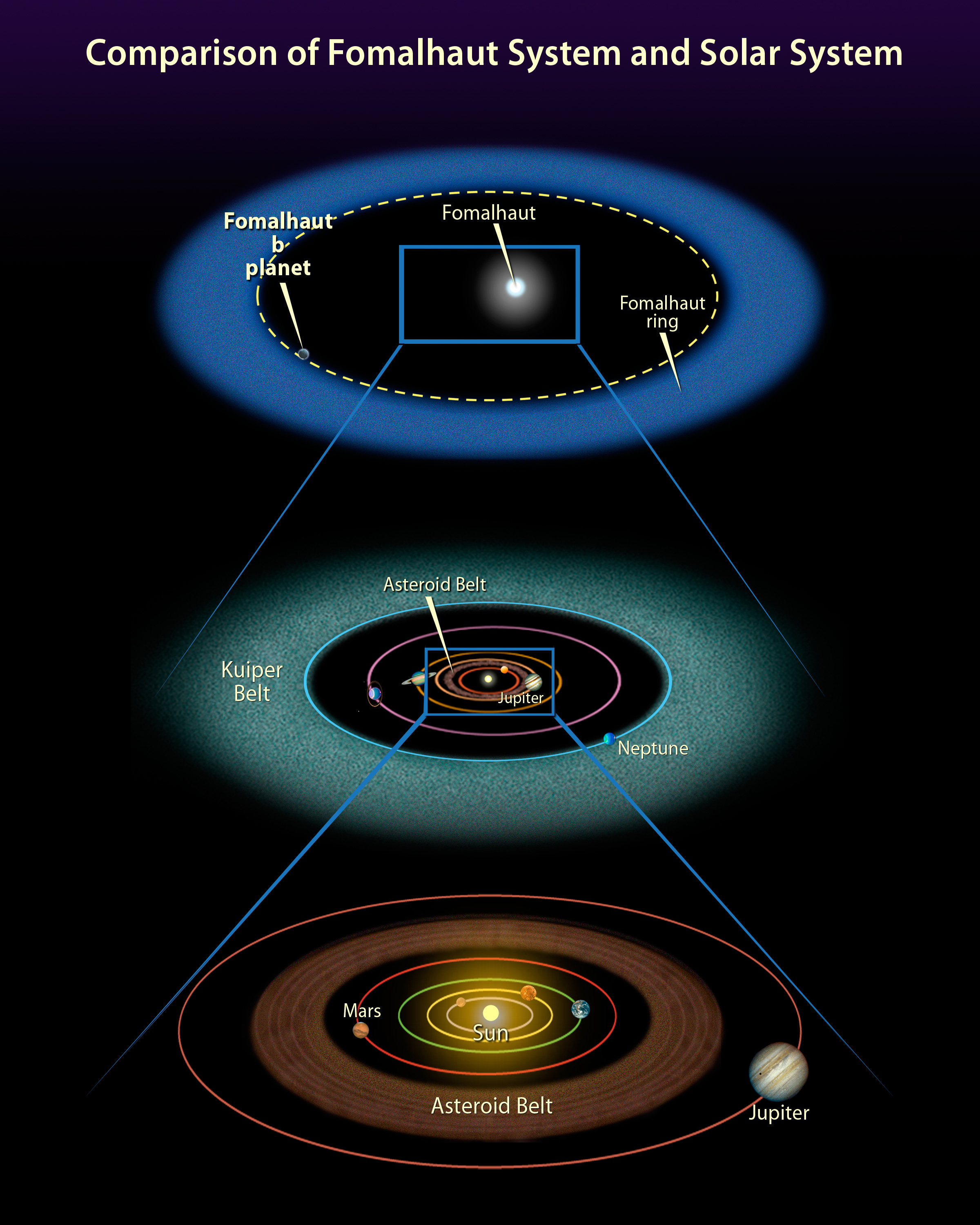
Die Dimensionen des Fomalhaut-Systems und des Sonnensystems im Vergleich. Fomalhaut b liegt sehr weit außen und hat eine entsprechend lange Umlaufzeit.

Bahnberechnungen aufgrund mittels des Hubble-Teleskops im Jahre 2012 getätigter Beobachtungen ergaben, dass Fomalhaut b den Zentralstern auf einer weit exzentrischeren Bahn umläuft als bisher angenommen. Der Abstand schwankt zwischen 49 AE und 290 AE bei einer Umlaufzeit von etwa 2000 Jahren.

## Objekteigenschaften
Im April 2020 wurden Forschungsergebnisse präsentiert, nach denen es sich bei dem Objekt nicht um einen größeren Planeten, sondern um eine Staubwolke als Ergebnis einer Kollision zweier kleinerer Körper von etwa 200 km Durchmesser handeln könnte. Ähnliches wurde bereits 2012 als möglich angesehen. Im Jahr 2023 mit dem James-Webb-Teleskop durchgeführte Beobachtungen fanden kein Objekt mit dem Infrarot-Strahlungsverhalten eines jupiterähnlichen Exoplaneten und unterstützten somit die Hypothese der Staubwolke.

### Physikalische Eigenschaften eines Exoplaneten

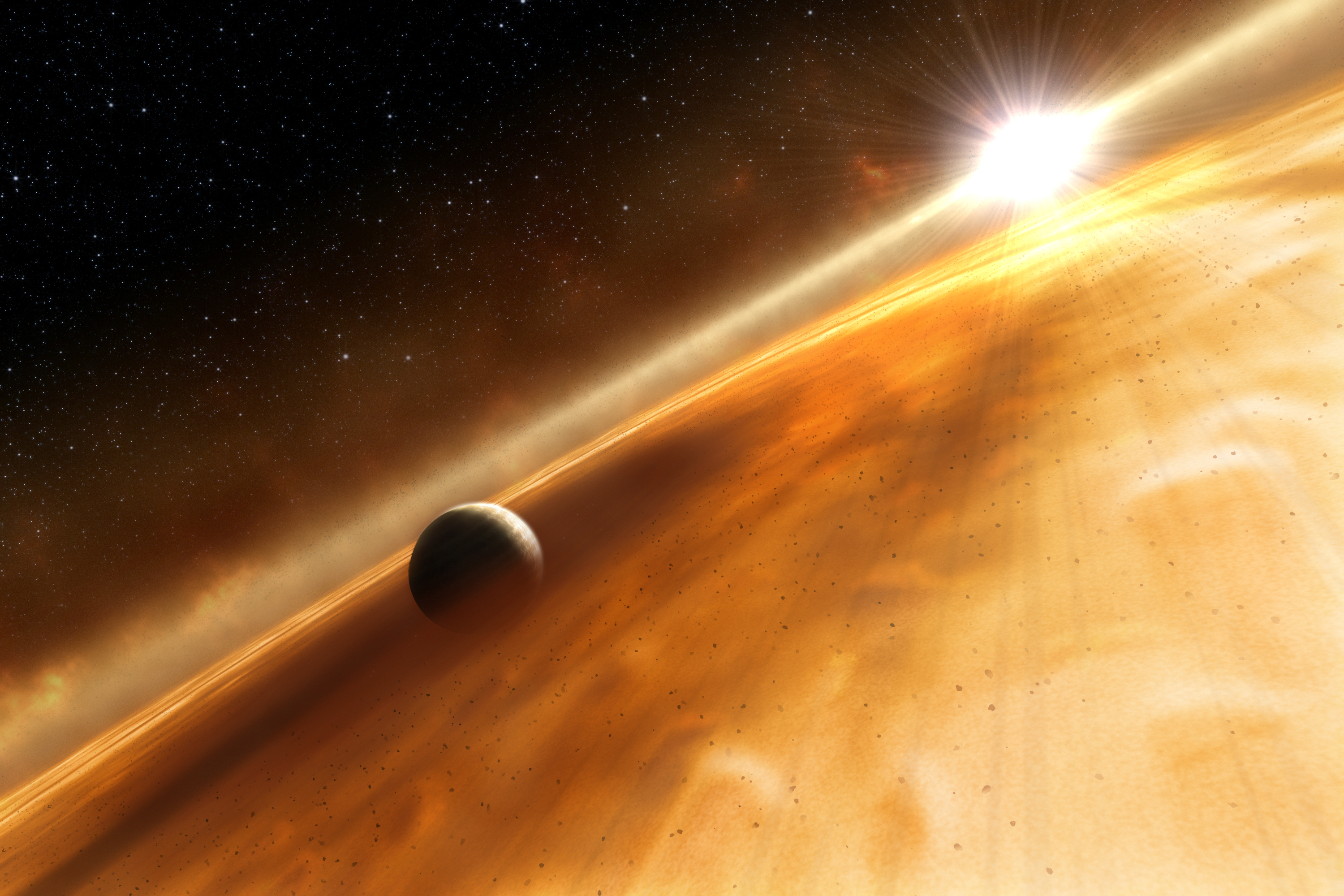
Spekulative Ansicht von Fomalhaut b als Exoplanet mit Ringsystem, Fomalhaut und Teilen der Staubscheibe im Hintergrund.

Die physikalischen Eigenschaften eines Exoplaneten mit den Bahndaten des Objekts Fomalhaut b können nur aus den Bahnparametern extrapoliert werden. Die Berechnungen gehen davon aus, dass ein solcher Planet maximal etwa dreimal so massereich wie Jupiter sein kann, andernfalls würde er die Staubscheibe zerstören. Die wahrscheinliche Masse eines solchen Planeten läge zwischen der halben und der doppelten Jupitermasse; sein Radius entspräche in jedem Fall etwa dem des Jupiter.
Die Oberflächentemperatur eines solchen Planeten dürfte in etwa der des Neptun (−200 °C) entsprechen, da die höhere Leuchtkraft Fomalhauts die Entfernung kompensiert. Das Objekt erschien bei seiner Entdeckung eine Milliarde mal lichtschwächer als Fomalhaut. Dies ist immer noch viel heller, als die Oberfläche eines Planeten allein erwarten lassen würde. Dies hätte sich damit erklären lassen, dass der Planet von einem gewaltigen Ringsystem aus Eis und Staub umgeben wäre, das den Dimensionen der Bahnen der Galileischen Monde um Jupiter entspräche.

## Eigenname
Wie bei allen zum Entdeckungszeitpunkt als Exoplanet angesehenen Objekten ergibt sich die systematische Bezeichnung aus der Bezeichnung des Sterns und einem entsprechend der Reihenfolge der Entdeckung hinzugefügten Kleinbuchstaben. Nach einem öffentlich ausgeschriebenen Wettbewerb der Internationalen Astronomischen Union (IAU) erhielt Fomalhaut b am 15. Dezember 2015 zusätzlich den Eigennamen Dagon, der auf die Gottheit Dagān zurückgeht.